# Rapunzel (2009)
Rapunzel ist ein deutscher Märchenfilm aus dem Jahr 2009. Er beruht auf dem Märchen Rapunzel und entstand im Rahmen der Märchenfilm-Reihe Sechs auf einen Streich vom Ersten Deutschen Fernsehen. Produziert wurde der Film im Auftrag des RBB.

## Handlung

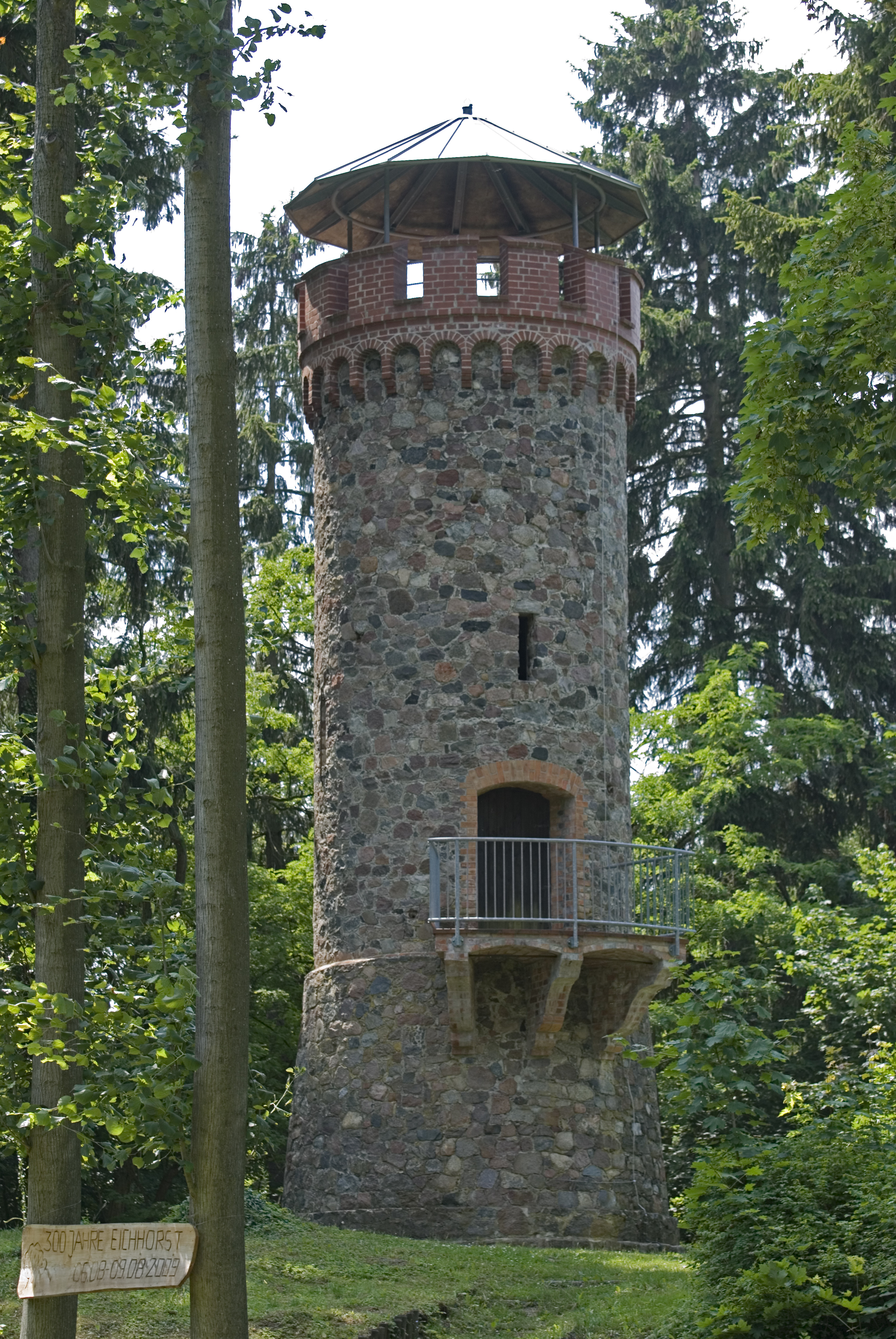
Der Askanierturm in der Schorfheide diente als Kulisse

Ein armer Bauer und seine Frau erwarten endlich ein Kind, nachdem sie sich sehnlichst eins gewünscht hatten. Doch nach dem Verzehr von Rapunzeln, welche die Mutter von einer Zauberin bekommen hat, entwickelt die Mutter eine Sucht nach den verzauberten Rapunzeln, die der Vater nur aus dem Garten der Zauberin bekommen kann. Wiederholt gibt sie ihm einen vollen Korb, nachdem er sie um Rapunzeln gebeten hatte. Als die Zauberin nicht da zu sein scheint, stiehlt er in der nächsten Nacht die Rapunzeln in seiner Not, da er fürchtet, es ginge um das Leben seiner Frau und des ungeborenen Kindes. Doch die Zauberin erwischt ihn dabei und erpresst ihn damit, den Feldsalat nur mitnehmen zu dürfen, wenn er im Gegenzug das Kind verspricht. Dieses verschweigt er vorerst seiner Frau. Nach der Geburt der Tochter holt sich die Zauberin heimlich das Kind und nennt es Rapunzel. Die Eltern ziehen nach dem Vorfall aus dem Dorf und kommen später im Königsschloss unter.
Die Zauberin fährt mit „ihrem“ Kind in einem Kräuterwagen durch die Lande, der von einem Esel gezogen wird. Dabei fällt auf, dass mit Rapunzels Älterwerden sie selbst immer jünger wird, was auf die existenzielle Abhängigkeit der Zauberin von Rapunzel hindeutet. Als beim Kräutersammeln in der Nähe ihres Turmes Rapunzels' Korb kaputt zu sein scheint, machen sie einen Abstecher zum Königsschloss, um einen neuen zu besorgen. Rapunzel muss in Abwesenheit der Zauberin im Kräuterwagen warten und darf ihn nicht verlassen.
Eines Tages, als die beiden sich beim Schloss aufhalten und Rapunzel alleine im Wagen wartet, fällt der Prinz des Landes beim Seilklettern in den Wagen und die beiden lernen sich kennen. Er überredet sie anschließend, ihn ins Schloss zu begleiten, um ihr seine Vögel zu zeigen. Als der Prinz kurz abwesend ist, steht die Zauberin im Zimmer und ist empört über das heimliche Verschwinden von Rapunzel. Sie stellt die Frage, warum sie keine anderen Freunde haben kann und fühlt sich 'eingesperrt’ wie die Vögel. Die Zauberin sperrt Rapunzel aus Angst, sie nicht mehr für sich alleine zu haben, in einen abgelegenen Turm im Wald. Dieser ist nur über das Haar von Rapunzel zu besteigen, da er keine Tür oder Treppe hat. Die Zauberin ruft jedes Mal: „Rapunzel, lass dein Haar herunter!“, wenn sie hinauf will. Daraufhin kämmt sich Rapunzel die Haare mit einem verzauberten, goldenen Kamm, damit diese sehr lang wachsen und zieht, die Haare zu einem Zopf geflochten, die Zauberin hinauf.
Der inzwischen 18-jährige Prinz, der zur Heirat gezwungen, bisher alle vorgeschlagenen Bräute abgelehnt hat, erhört bei einem Ausritt den Gesang von Rapunzel aus dem Turm und macht sich auf dem Weg zu ihm. Er lässt sich zu der schönen jungen Frau, die Rapunzel inzwischen geworden ist, hochziehen und Rapunzel kann sich an den Prinzen erinnern, nachdem dieser den Vergessenszauber durchbricht, den die Zauberin auf Rapunzel gelegt hat. Sie treffen sich fortan heimlich, verlieben sich ineinander und der Prinz möchte die inzwischen auch schon 18 Jahre alte Rapunzel heiraten. Aber auch das erfährt die Zauberin durch ein Versehen von Rapunzel und lässt den Prinzen aus dem Turm stürzen, wobei er durch ihren Zauber erblindet. Rapunzel wird von der Zauberin in ein Unwetter im Wald und später in die heiße Wüste verbannt, um sie zu überzeugen, bei ihr zu bleiben und sich von den angeblich bösen Menschen fernzuhalten.
Der blinde Prinz wird von dem Esel der Zauberin bis zum Wald geführt. Danach ist er bis zu Rapunzel durch Abtasten auf sich alleine gestellt, bis er schlussendlich in der Wüste ankommt. Als die Zauberin ihn sieht und um den Erfolg ihres Plans Rapunzel bei sich zu behalten fürchtet, versucht sie ihn zu täuschen und ihn mit Rapunzels Stimme zu einer Schlucht zu locken, um ihn schlussendlich zu töten. Nur dadurch, dass er im Moment der Entscheidung Rapunzel auffordert, ihr Lied zu singen, kann sie ihn vor dem Absturz bewahren und sie in der Wüste finden. Zwar hat er nun seine Geliebte gefunden, ist aber immer noch blind. Aus Verzweiflung weint Rapunzel und benetzt seine blinden Augen mit ihren Tränen. Daraufhin bekommt er sein Augenlicht zurück und die beiden sind glücklich vereint. Die Zauberin muss erkennen, dass Rapunzel sich von ihr losgesagt hat und verlässt – wieder zur alten Frau geworden – in tiefem Zorn mit ihrem Wagen das Land.
Der Prinz führt Rapunzel zu seinen Eltern, die – angetan von Rapunzels Schönheit und auch aus Erleichterung darüber, dass ihr Sohn endlich eine Frau gefunden hat – seinem Heiratswunsch entsprechen. Rapunzels leibliche Eltern arbeiten inzwischen am Hof des Königs, erkennen ihr Kind und somit ist die Familie bei der Hochzeit wieder vereint.

## Hintergrund
Der Märchenfilm wurde in Berlin am Schloss Friedrichsfelde und in Brandenburg am Schloss Boitzenburg in der Uckermark sowie am Askanierturm in der Schorfheide gedreht und am 25. Dezember 2009 erstmals ausgestrahlt.
Im Gegensatz zum Märchen erblindet der Prinz an einem von der Zauberin ausgesprochenen Fluch und nicht durch dornige Sträucher. Außerdem bekommt die Mutter im Märchen Heißhunger auf Rapunzeln, weil sie das Beet der Zauberin vom Fenster aus sieht. Im Film fährt sie auf deren Wagen mit und entdeckt dort die Rapunzeln.
In der ersten deutschen Filmbearbeitung von 1988 wurde der gleiche Zopf, mit dem Rapunzel sowohl den Prinzen als auch die Zauberin in den Turm hob, verwendet.

## Kritiken
„Weitgehend werktreue, kinderfreundliche (Fernseh-)Verfilmung des Grimmschen Märchens, prächtig ausgestattet und mit einigen hübschen Trickeffekten. Glanzstück des Films ist die vorzüglich und facettenreich gespielte Zauberin.“